# 芝加哥螺旋塔
芝加哥螺旋塔（英語：The Chicago Spire），是一座正在建造的純住宅摩天大廈，位於美國芝加哥市中心，计划高度为610米。建成後，將會是北美最高的建築大廈。建築師是聖地牙哥·卡拉特拉瓦，開發商則為舒爾本開發（Shelbourne Development）。
2009年3月，因為美國金融危機的衝擊，芝加哥螺旋塔計劃被迫停工，整計畫並於隔年被放棄，在原址留下一個用於安裝地基的巨大坑洞。2016年11月4日，法院裁決結束了對九年項目的原開發計劃和延長訴訟。開發商Garrett Kelleher將房產位置簽給了該項目的最大債權人，Related Midwest，宣布他們不會建造芝加哥螺旋塔。

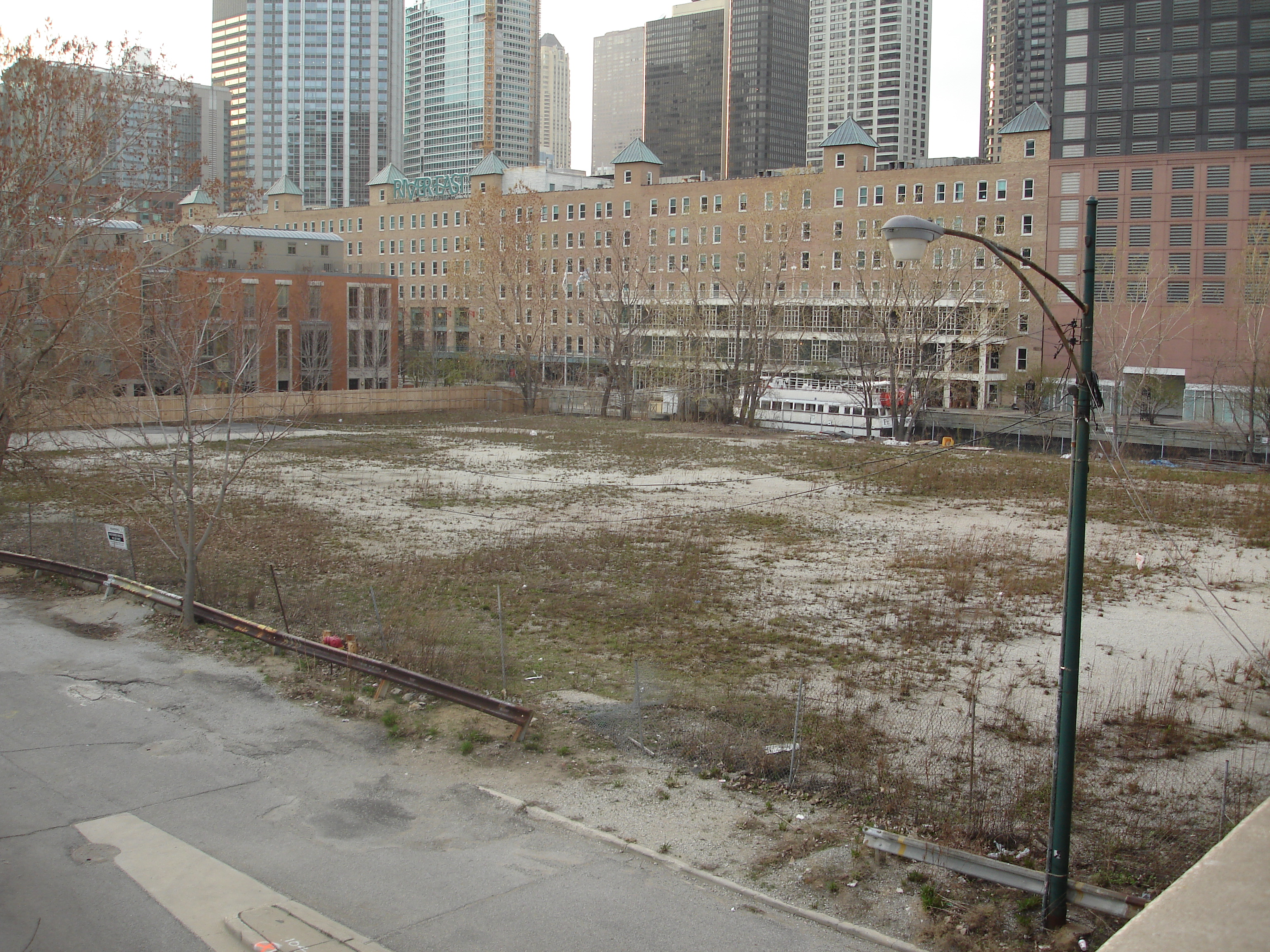
2006年4月13日
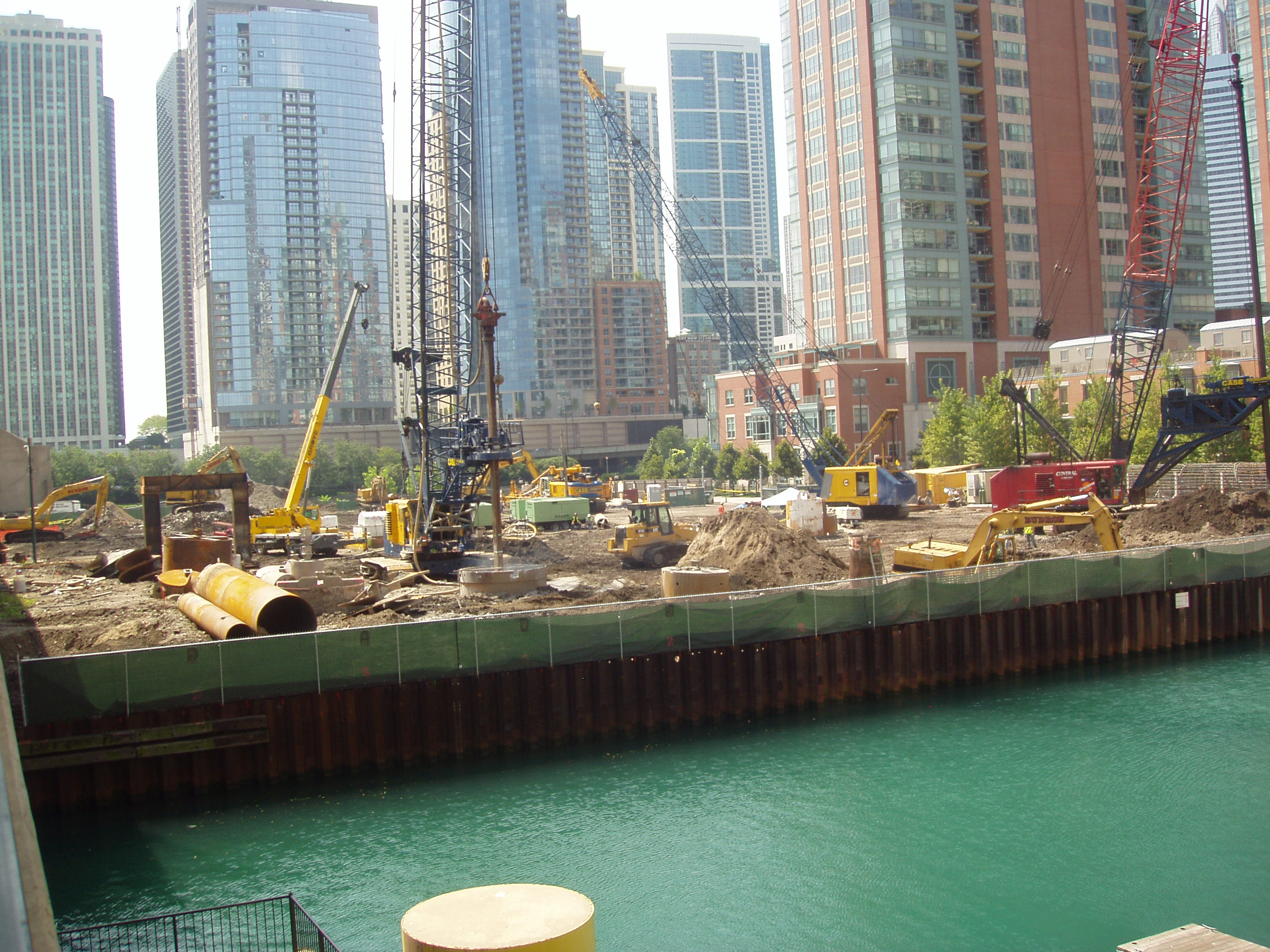
2007年8月22日
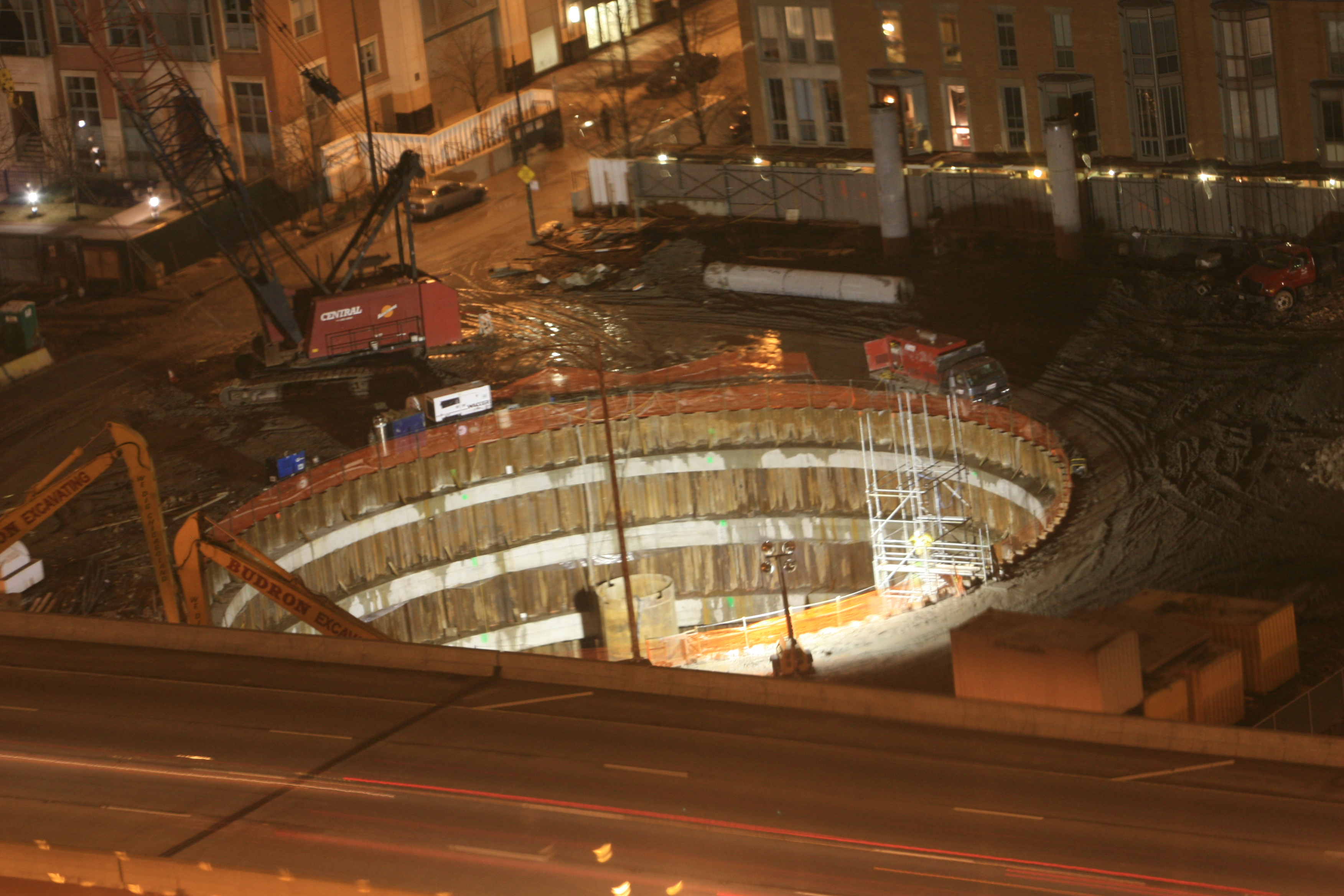
2008年1月2日
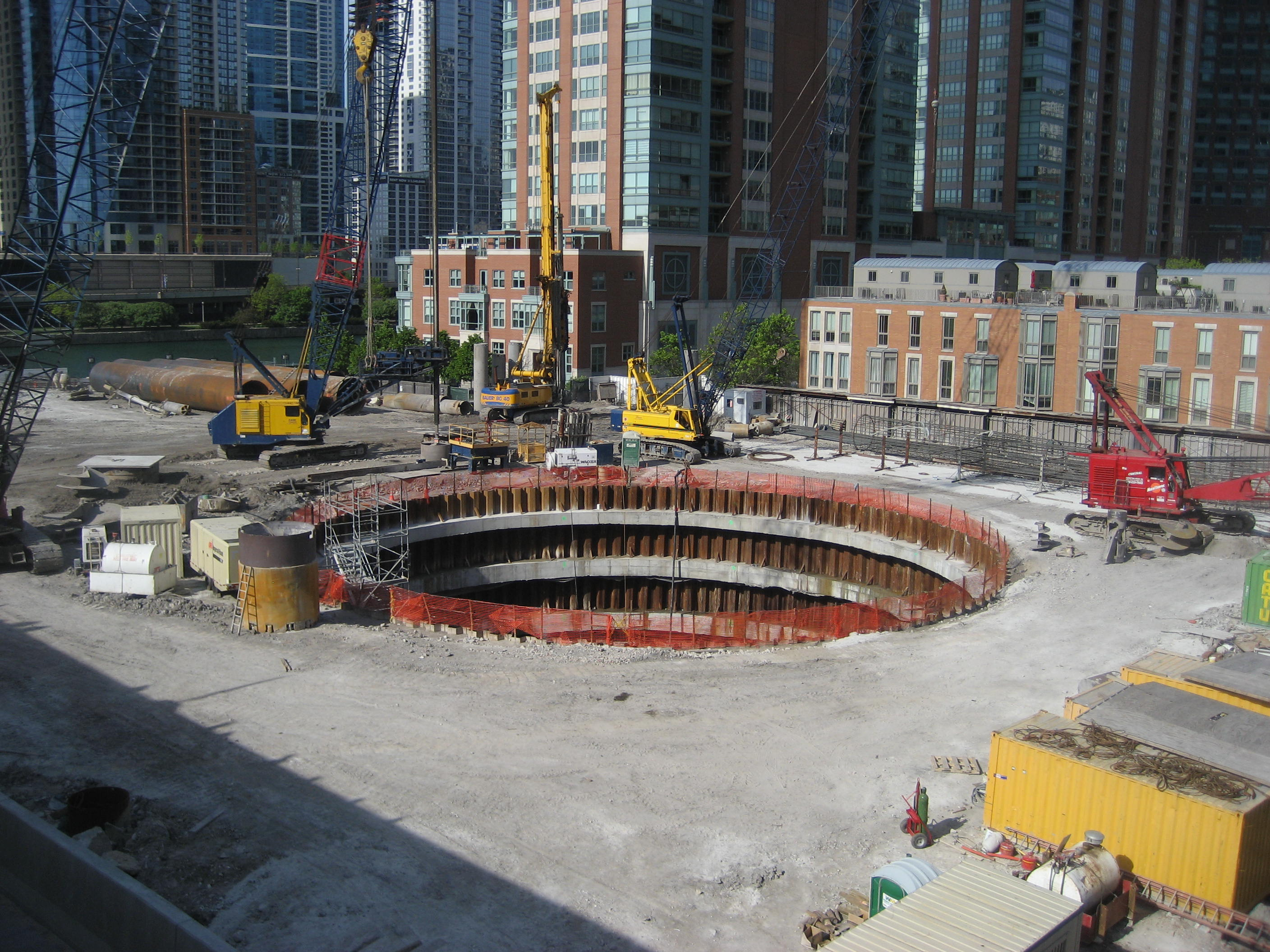
2008年5月25日
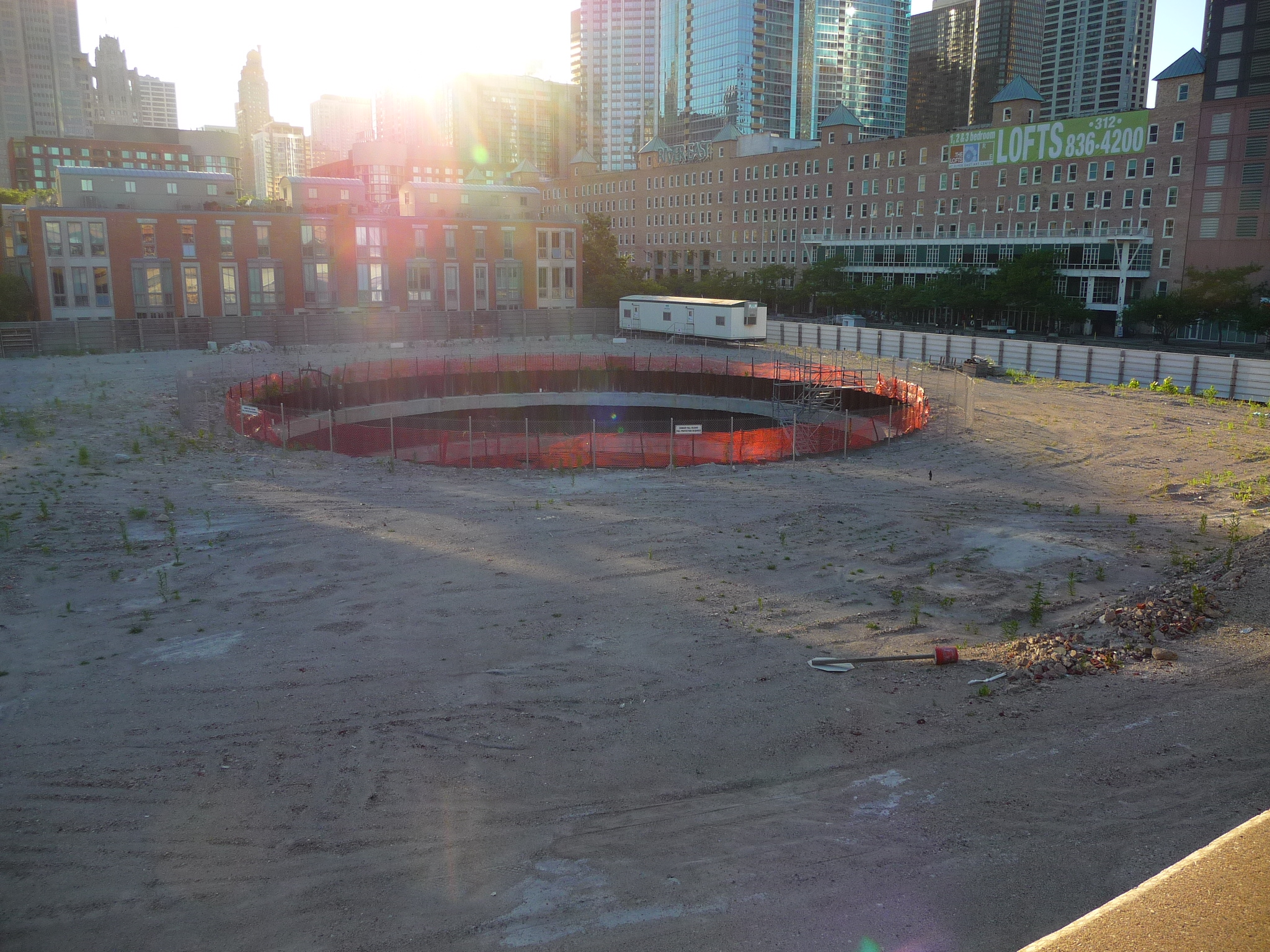
2010年7月2日
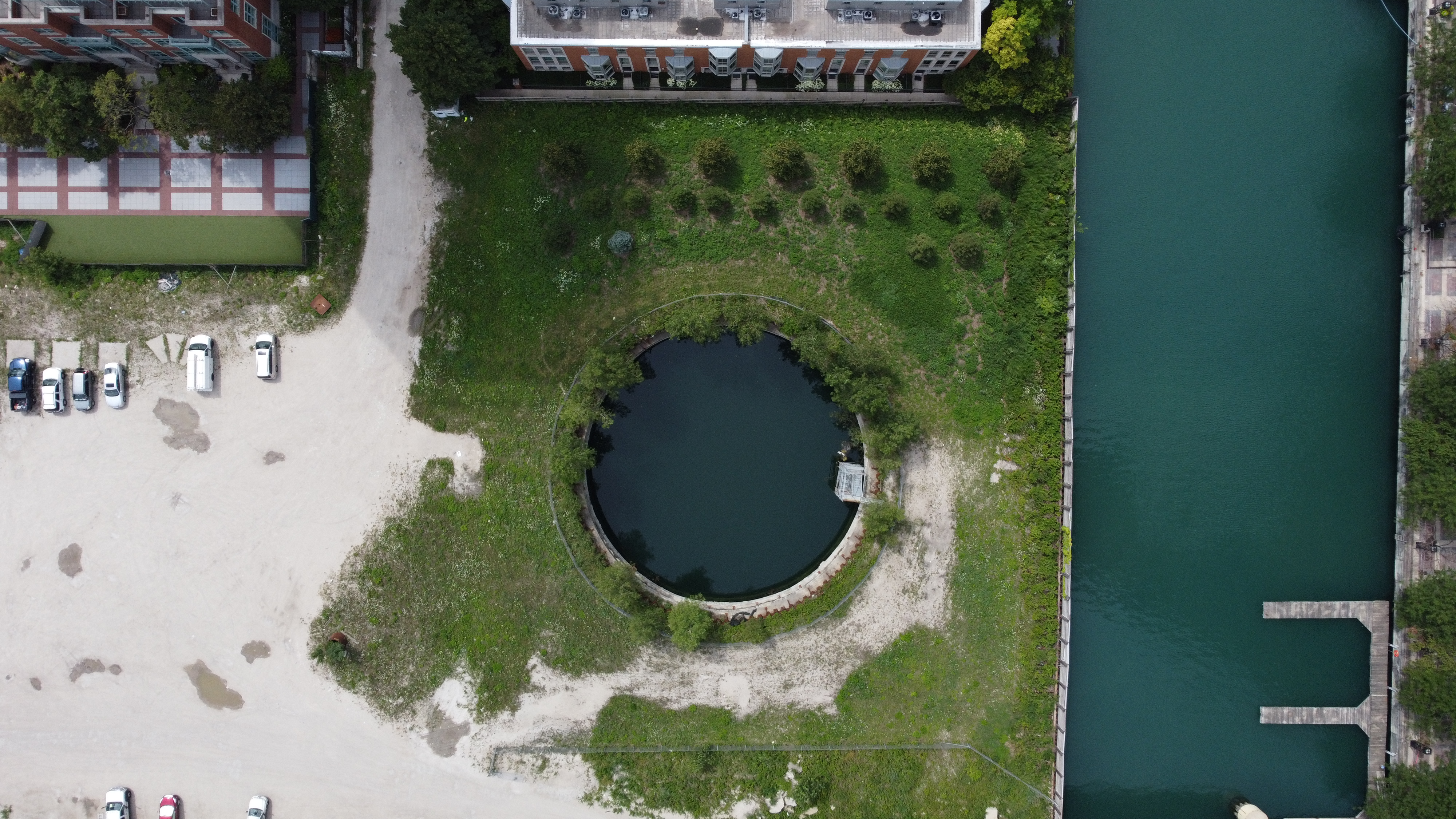
2021年7月30日